# Parafia św. Wojciecha w Stodołach
Parafia św. Wojciecha w Stodołach – jedna z 10 parafii w dekanacie strzelińskim.

## Rys historyczny
Wieś należała do klasztoru trzemeszeńskiego, która została wyjęta w 1293 r. spod jurysdykcji grodu kruszwickiego przez Władysława Łokietka.
Później dzierżawiona była przez klasztor norbertanek ze Strzelna. Parafia przypuszczalnie została utworzona w XIV w. przez kanoników regularnych z Trzemeszna.
Pierwsze wzmianki o proboszczu pochodzą z 1415 r. Początkowo wybudowano kościół drewniany w 1589 r., ale od 1897 roku jest on murowany. W latach 50. XX wieku zostało wydłużone prezbiterium. Kościół ma swój parafialny cmentarz.

## Dokumenty
Księgi metrykalne:
- ochrzczonych od 1851 roku
- małżeństw od 1851 roku
- zmarłych od 1851 roku

## Zasięg parafii
Na obszarze parafii leżą miejscowości: Kraszyce, Książ, Starczewo, Stodoły, Stodólno.